# フィリップ・ブガルスキー
フィリップ・ブガルスキー（Philippe Bugalski、1963年6月12日 - 2012年8月10日）は、フランス出身の元ラリードライバーである。
ターマックラリーを得意とし、世界ラリー選手権（WRC）において前輪駆動車での2度のイベント総合優勝経験を持つ。「Le petit Bug（小さなバグ）」の愛称で知られた。

## 経歴
1982年にラリー参戦を始め、1984年にはゴルフGTIでWRCラリー・モンテカルロに出場した。その後ルノー・5ターボでフランスラリー選手権を戦い始めた。
それからはルノーチームでラリー参戦を続けていたが、1992年と1993年にはランチアチームに移籍しデルタ・HFインテグラーレをドライブした。
1992年はWRCにスポット参戦し、地元フランスで行われるツール・ド・コルスで3位表彰台に立ち、モンテカルロやグラベルイベントのフィンランドでもポイントを獲得している。
1993年には再びフランスラリー選手権に戻り、1994年からはルノーチームからクリオMaxiやメガーヌMaxiなどで参戦し複数の勝利を記録した。F2キットカー初年度となった1995年はコドライバーのティエリー・ルノーが落命する事故を起こしたが、脅威の精神力でキャリアを続行し、シーズン3勝を挙げた。
この間もWRCモンテカルロやツール・ド・コルスにスポット参戦を続け、1995年と1997年に入賞している。

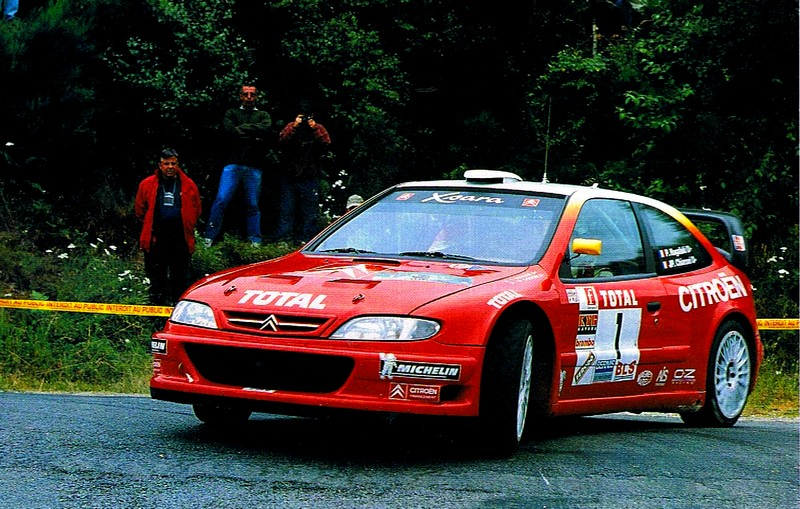
シトロエン・クサラT4

1998年からはシトロエンのラリーチームに移り、チームメイトのヘサス・ピュラスと共にクサラ・キットカーでWRCのターマックイベントに参戦を始めた。
クサラ・キットカーは前輪駆動ながら軽い車重を活かし、ターマックイベントではグループAやワールドラリーカー規定の車両と同等のスピードを見せ、1999年にはカタルニアとツール・ド・コルスで優勝を果たした。
並行して参戦を続けていたフランスラリー選手権ではクサラ・キットカーやクサラT4を駆り、1998年から2000年までの3年連続でチャンピオンを獲得した。
その後もシトロエンのエースとしてWRCに参戦を続け、2001年からはクサラWRCでターマックイベントの他グラベルイベントにも数戦出場した。
ターマックでは毎回優勝争いに絡む走りを見せるも結果になかなか結びつかず、2002年のカタルニアで3位表彰台を得た以外はリタイヤや下位フィニッシュが続いた。ラフグラベルの2001年アクロポリスでは6位入賞を得ている。
WRC以外のイベントでは、翌年からのWRC開催を控えていた2001年のラリー・ドイチェランドにおいて、マーカス・グロンホルムやフランソワ・デルクールなどのWRCレギュラードライバーを抑えて優勝している。
2003年をもってプロのラリードライバーから引退。その後はシトロエンのテストドライバーとして、チームやセバスチャン・ローブの全幅の信頼の下に、C4 WRCやDS3 WRCの開発において重要な役割を果たした。またティエリー・ヌービルのキャリア初期からWRCデビューまでの間、育成に深く関わっていた。
2012年8月10日、自宅での落下事故による負傷により死去。49歳没。